# Francesco Rismondo

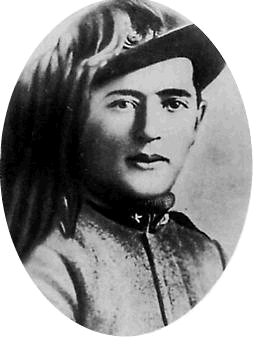
Francesco Rismondo in der Uniform eines Bersaglieri

Francesco Rismondo (* 15. April 1885 in Spalato; † Juli oder August 1915 bei Görz) war ein italienischer Irredentist und Soldat.

## Leben
Francesco Rismondo wurde in Spalato (Dalmatien, damals Teil von Österreich-Ungarn) in eine wohlhabende dalmatinisch-italienische Familie geboren. Seine aus Rovigno in Istrien stammende Familie war in der zweiten Hälfte des 19. Jahrhunderts nach Spalato gezogen und hatte dort eine Reederei gegründet, die den Dampfschifffahrtsverkehr zwischen Triest und Dalmatien bediente.
Rismondi studierte in Graz auf der Handelsakademie und in England. Danach arbeitete der sportlich aktive Rismondi in der Reederei seines Vaters. Zudem war er Mitglied der irredentistischen Lega Nazionale. Wenige Wochen vor dem italienischen Kriegseintritt in den Ersten Weltkrieg fuhr er mit seiner Frau Lidia Bugliovazzi zunächst nach Triest, bevor die beiden am 22. Mai einen Tag vor Überreichung der italienischen Kriegserklärung an Österreich-Ungarn regulär nach Italien ausreisten. Anschließend meldete er sich als Freiwilliger in der italienischen Armee.
Den Radfahrbataillon des 8. Bersaglieri-Regiments zugeteilt, wurde er ab Juni an der Isonzofront zunächst hinter der Front als Dolmetscher eingesetzt. Auf sein Drängen wurde er schließlich direkt an die Front geschickt. In den Kämpfen auf dem Karst um den Monte San Michele wurde er Ende Juli 1915 gefangen genommen. Nach einigen Quellen wurde er nach seiner Gefangennahme als österreichischer Staatsbürger identifiziert und anschließend wegen Hochverrats hingerichtet. Nach anderen Quellen soll er bei einem Fluchtversuch während eines italienischen Gegenangriffes erschossen oder bei einem Gefangenenaufstand getötet worden sein. Sein Leichnam wurde nie gefunden.

## Rezeption
Unter dem Faschismus wurde Francesco Rismondi zum nationalen Helden stilisiert. Damit unterstrich das faschistische Italien seine Ansprüche auf Dalmatien, das nach der italienischen Eroberung 1941 faktisch Teil Italiens wurde. Auch wenn die Umstände seines Todes ungeklärt blieben, stellte die faschistische Propaganda seine vermeintliche Hinrichtung durch die Österreicher bald als einzig gültige Wahrheit dar. 1923 gewährte der faschistische Staat seiner Witwe zur Bekräftigung seiner vermeintlichen Märtyrerfigur eine Pension auf Lebenszeit. Auf dem Monte San Michele östlich von Görz wurde 1939 ihm zu Ehren ein Gedenkstein aufgestellt, der nicht nur mit dem faschistischen Fasces geschmückt ist, sondern in einer rhetorischen Inschrift auf die noch „irredenten“ Einwohner Dalmatiens hinweist.
Nach Rismondo sind mehrere Straßen in verschiedenen italienischen Städten benannt. Hinzu kommen ehemalige Schiffs- und Kasernenbenennungen. Noch 1952 wurde ihm als „Märtyrer des Vaterlandes“ nachträglich die Tapferkeitsmedaille in Gold verliehen.